# Sellengue
Sellengue est un village du Cameroun situé dans le département du Haut-Nyong et la région de l'Est.
Il fait partie de la commune d’Angossas.

## Population
En 1966-1967, on y a dénombré 397 habitants.
Lors du recensement de 2005, Sellengue comptait 227 habitants.